# Stradivari ex-Marsick
Lo Stradivari ex-Marsick del 1715 è un antico violino fabbricato dal liutaio italiano Antonio Stradivari di Cremona, così chiamato dal nome del violinista ed insegnante belga Martin Pierre Marsick (1847–1924), che ha posseduto lo strumento. Il violino, del valore approssimativo di 8 milioni di dollari, ora fa parte alla Collezione Fulton ed è suonato da James Ehnes.
In una conferenza pre-concerto alla Colston Hall di Bristol, in Inghilterra, il 28 novembre 2005, James Ehnes sottolineò la differenza tra lo strumento che stava suonando da quello suonato da David Oistrakh. Ehnes suonava uno Stradivari del 1715 precedentemente di proprietà di Marsick, mentre Oistrakh suonava lo Stradivari Marsick del 1705.